# IJzeren man (Beilen)

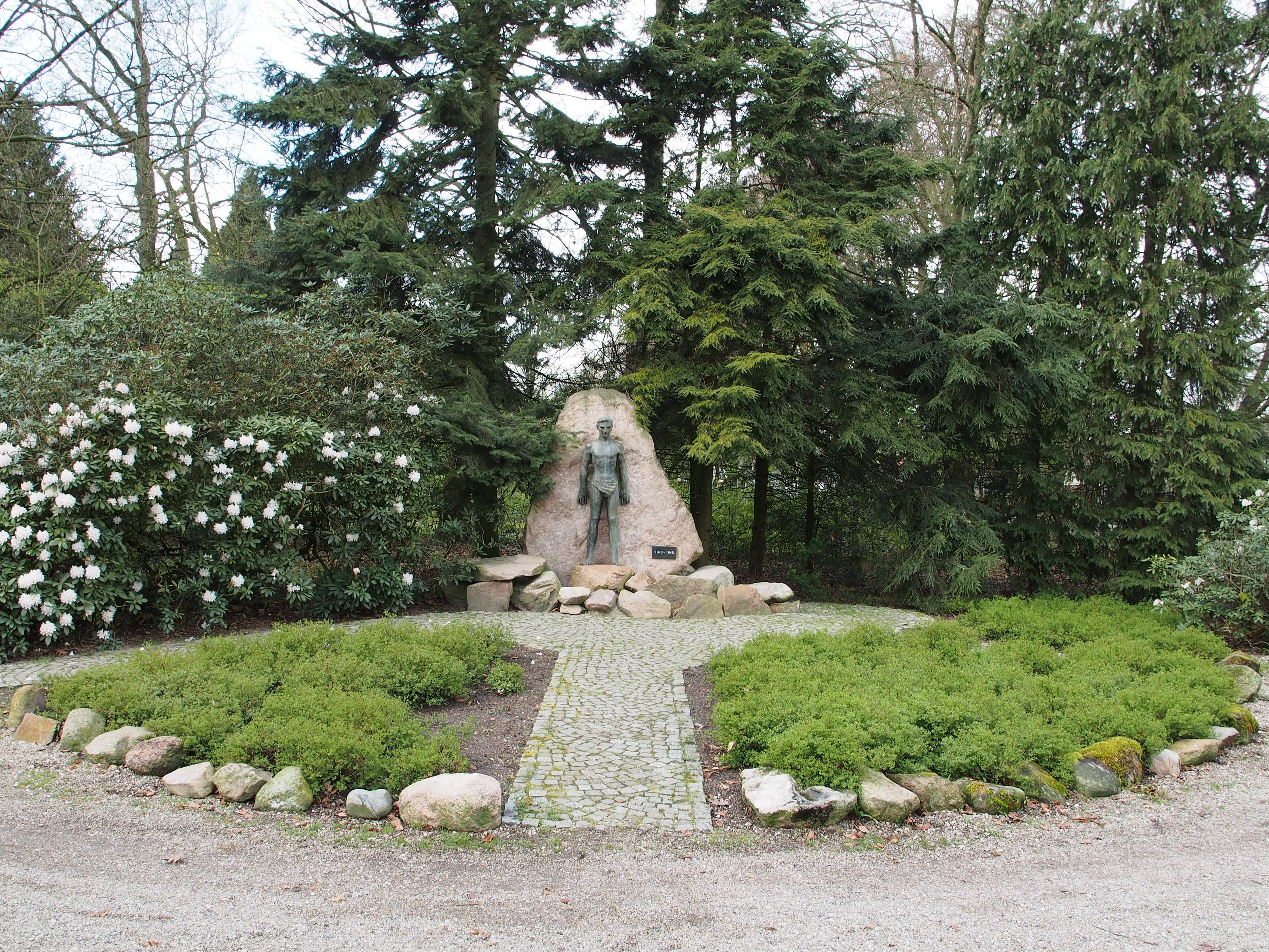

De IJzeren man is een monument in de Nederlandse plaats Beilen ter nagedachtenis aan slachtoffers van de Tweede Wereldoorlog.

## Achtergrond
In 1945 werd het initiatief genomen om geld in te zamelen om een monument op te richten voor de 73 oorlogsslachtoffers uit de gemeente Beilen. De opdracht werd gegund aan de Arnhemse beeldhouwster Fri Heil, het was haar tweede oorlogsmonument. Ze maakte een bronzen mannenfiguur, die tegen een zwerfsteen is geplaatst. In 1948 toonde ze haar ontwerp op een tentoonstelling voor Gelderse kunst in Arnhem. De grote steen werd bij graafwerkzaamheden in de buurt van het Linthorst Homankanaal gevonden.
Op 31 augustus 1950 vond de onthulling plaats op de begraafplaats aan de Torenlaan. De voorzitter van het oprichtingscomité, oud-burgemeester Henk Wytema, omschreef de mannenfiguur in zijn toespraak als een gewone Drentse jongen, met zijn handen achterwaarts gericht, omdat hij zich gesteund weet door een granieten geloof. De vrouw van commissaris van de koningin R.H. de Vos van Steenwijk onthulde het monument.
In augustus 2013 werd door vandalen de rechterarm van het beeld afgebroken. De arm werd later teruggevonden en het monument kon worden gerestaureerd. Tijdens de Nationale Dodenherdenking vindt er jaarlijks een kranslegging plaats.

## Beschrijving
Het monument toont een man ten voeten uit, slechts gekleed in een lendendoek. De bronzen figuur staat met zijn rug naar een rechtopstaande steen, zijn handpalmen zijn tegen de kei gelegd. Op de steen is een eenvoudige plaquette aangebracht met de jaartallen 1940-1945. Aan de voet zijn kleinere keien geplaatst.